# Denver Zoo
Koordinaten: 39° 45′ 0″ N, 104° 57′ 0″ W
Der Denver Zoo ist der Zoo der Stadt Denver im US-Bundesstaat Colorado. Der Zoo wurde 1896 eröffnet. Etwa 2,0 Millionen Personen besuchen den Zoo pro Jahr. Er ist Mitglied der World Association of Zoos and Aquariums (WAZA) sowie der Association of Zoos and Aquariums (AZA). Der Zoo wird als gemeinnützige Organisation betrieben (non-profit organization).

## Anlagenkonzept
Die Landschaftsgestaltung nimmt im Zoo eine bedeutende Rolle ein. Die Freigehege und Tieranlagen sind großzügig gestaltet, mit Teichen, künstlichen Felsformationen und der notwendigen Vegetation versehen. Im Zoo sind viele sehr alte Bäume erhalten und generell  ist das gesamte Gelände parkartig gepflegt und mit vielen Pflanzen besetzt. 2012 wurde der Zoo als „grünster Zoo weltweit“ ausgezeichnet. An den Wegen sind mehrere Skulpturen aufgestellt, die unterschiedliche Tierarten zeigen. Für Kinder gibt es einen Streichelzoo. Weitere Einrichtungen im Zoo sind eine Tierklinik (Animal Hospital) sowie ein Bildungszentrum zum Thema Wildtiere (Gates Wildlife Conservation Education Center), das Klassenzimmer und Tagungsräume enthält und für öffentliche und private Zwecke angemietet werden kann. Mit einer Eisenbahn können die Besucher zu den einzelnen Anlagen transportiert werden.

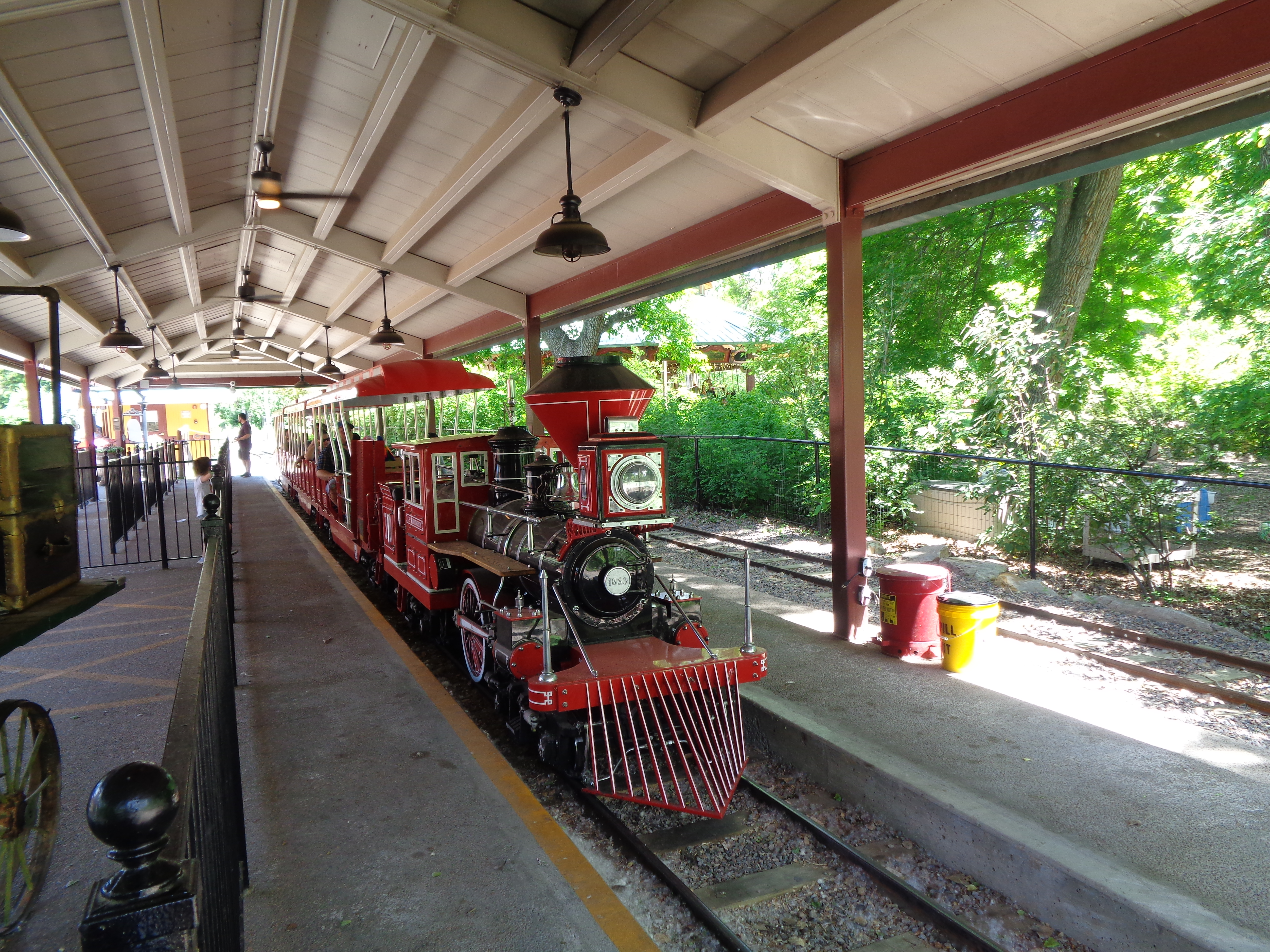
Zoo-Eisenbahn
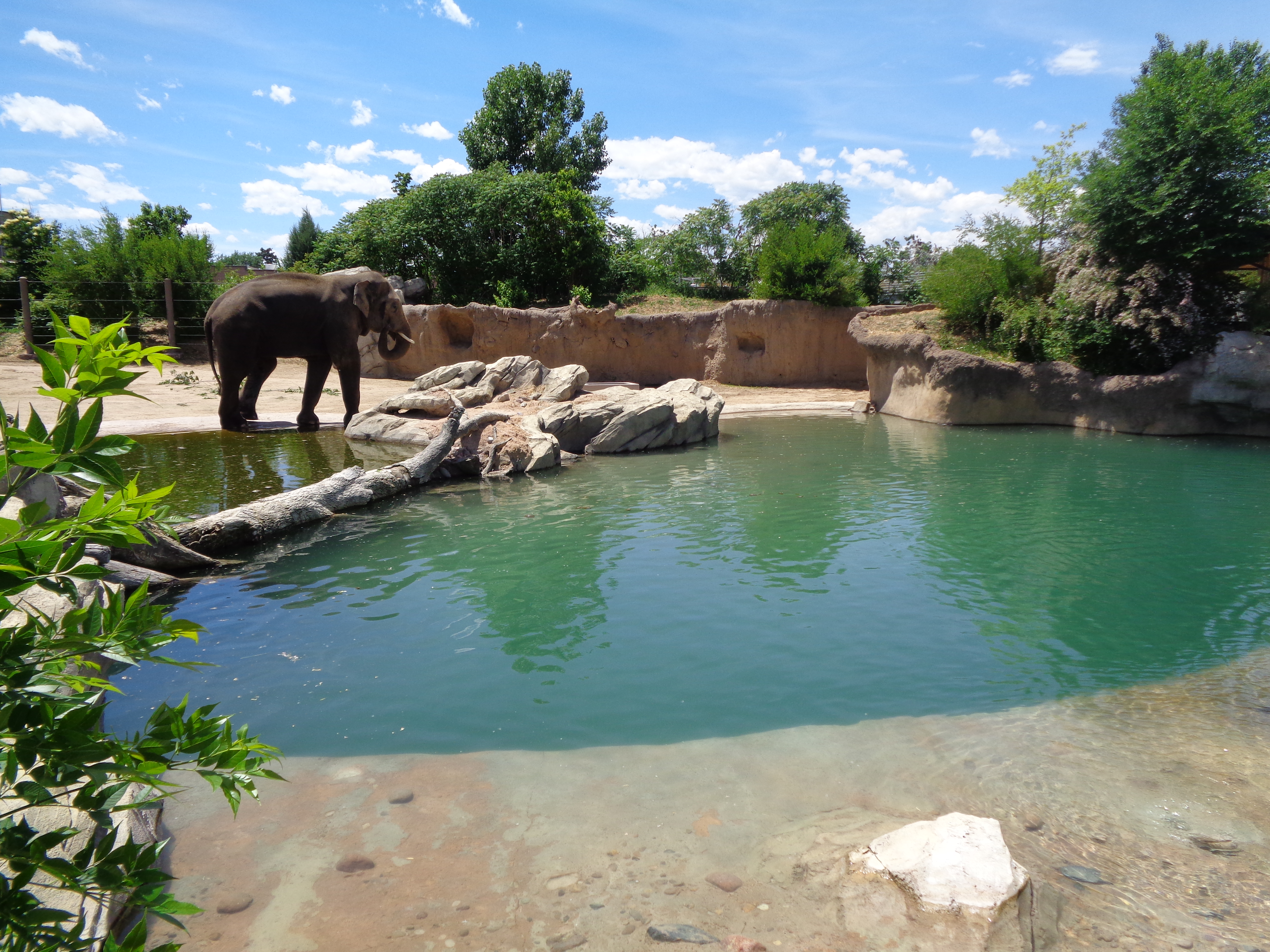
Anlage für Elefanten
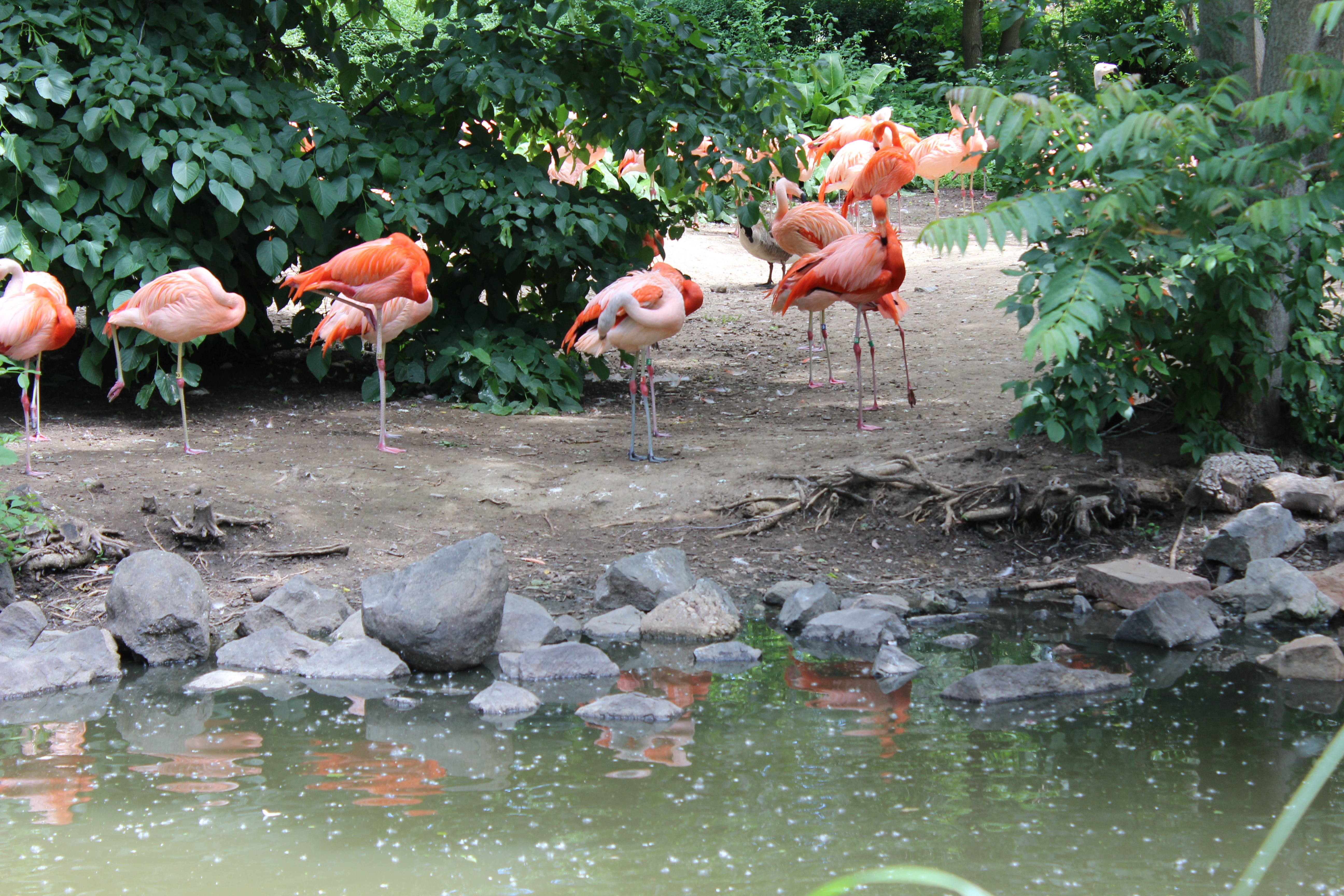
Anlage für Flamingos
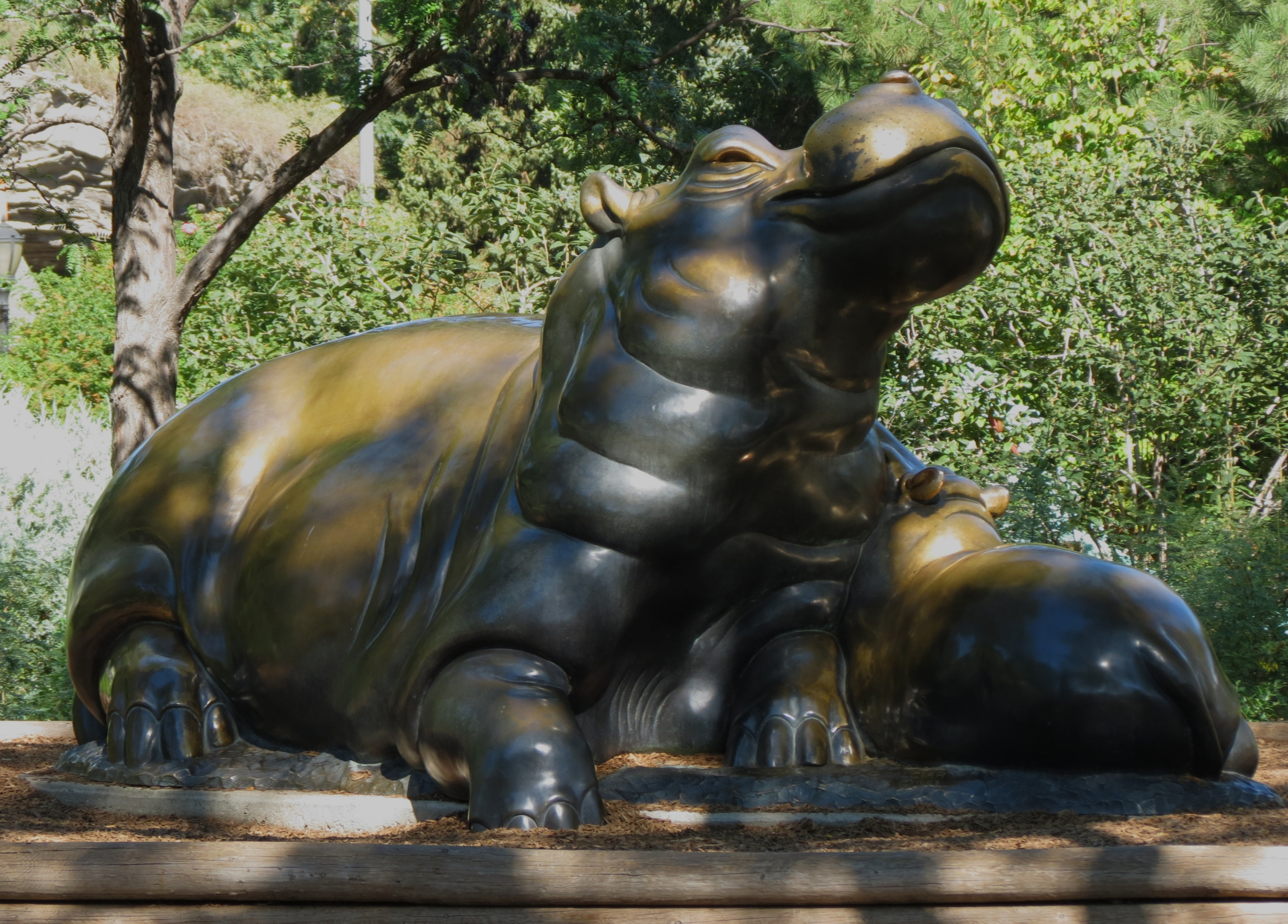
Flusspferdskulptur

## Tierbestand
Im Denver Zoo werden ca. 550 Tierarten mit rund 3500 Individuen gehalten. Er begann mit nur wenigen meist einheimischen Tieren und blickt auf eine lange Geschichte mit der Haltung und Zucht des Amerikanischen Bisons (Bos bison) zurück, da er einer der ersten Zoos war, der landesweite Anstrengungen unternahm, um die Art vor dem Aussterben zu retten. Eine Zuchtherde von fünf Bisons kam 1899 in den Zoo und vermehrte sich erfolgreich. Der Zoo beherbergt die Art jedoch nicht mehr, beaufsichtigt stattdessen eine Herde im Rio Mora National Wildlife Refuge in New Mexico und sorgt für den Austausch mit Exemplaren aus anderen Reservaten, um die genetische Vielfalt der Art zu erhalten. Der Zoo steuerte außerdem Tiere sowohl zur Genesee-Herde in der Nähe von Denver als auch zur Heartland Ranch-Herde in der Nähe von Lamar in Colorado bei. So können sich die Bisons wieder in einigen ihrer ursprünglichen und natürlichen Lebensräumen aufhalten.
Inzwischen werden im Denver Zoo überwiegend Tiere aus anderen Kontinenten gehalten. Nachfolgende Bilder zeigen einige ausgewählte Säugetierarten.

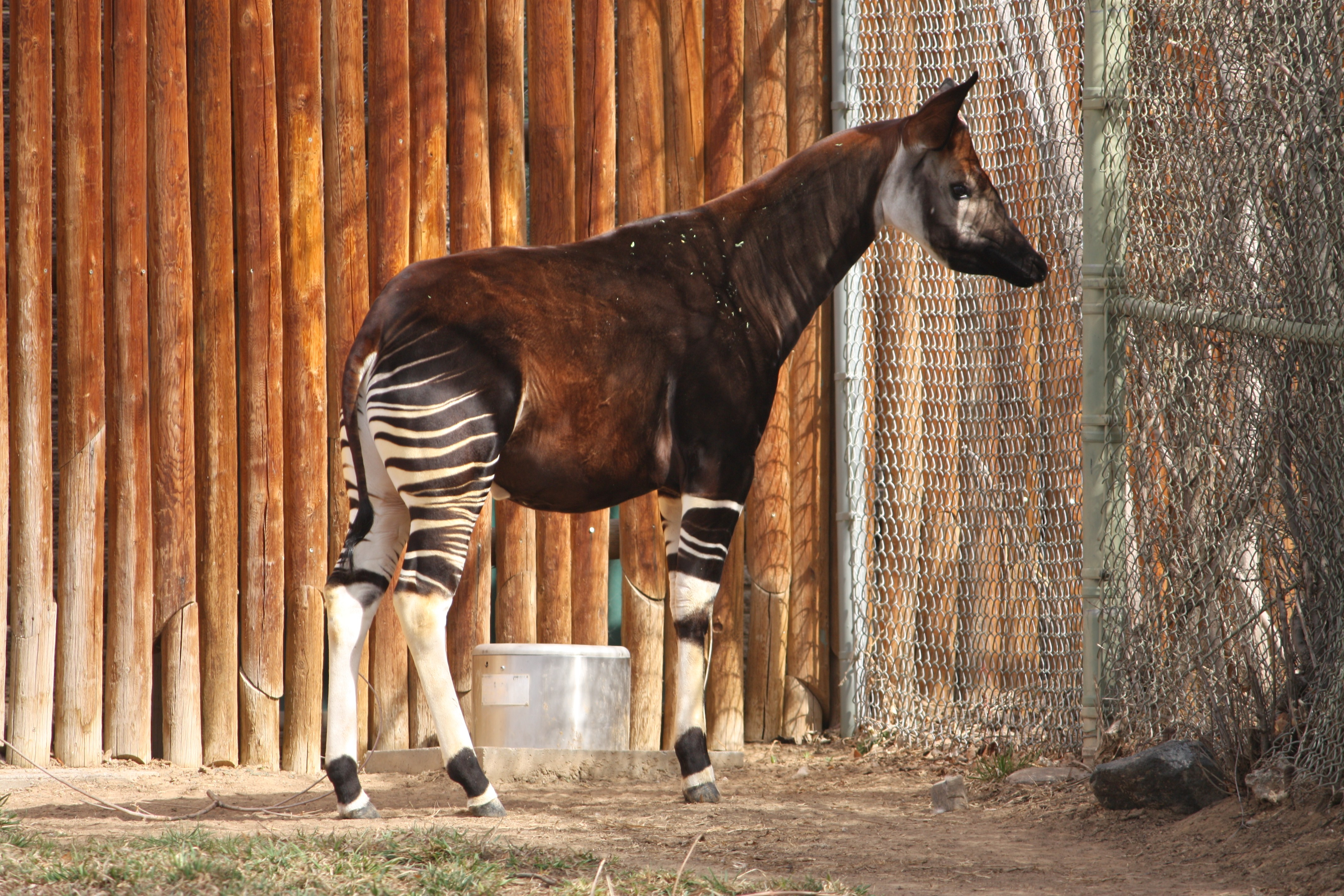
Okapi
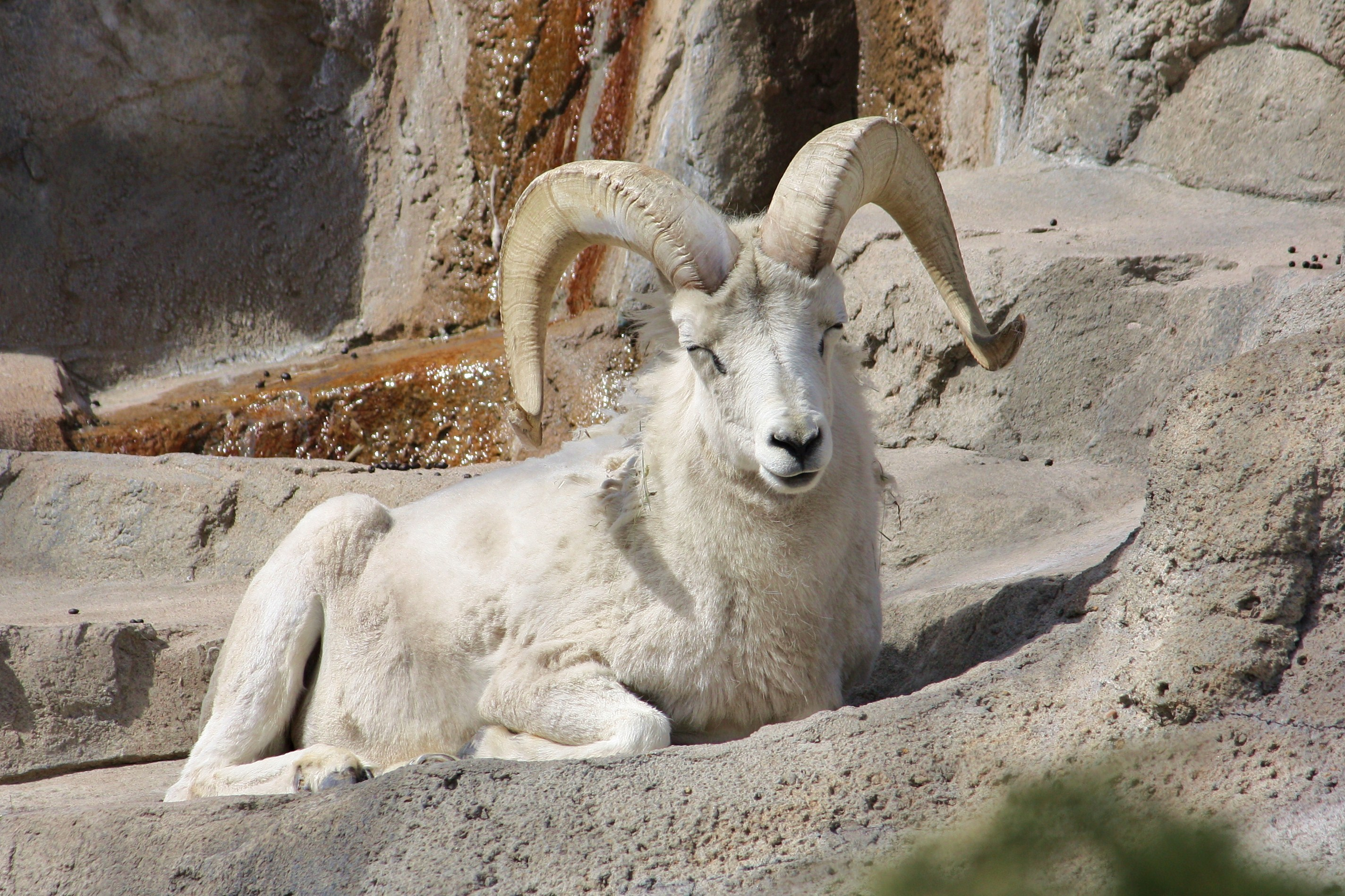
Alaska-Schneeschaf
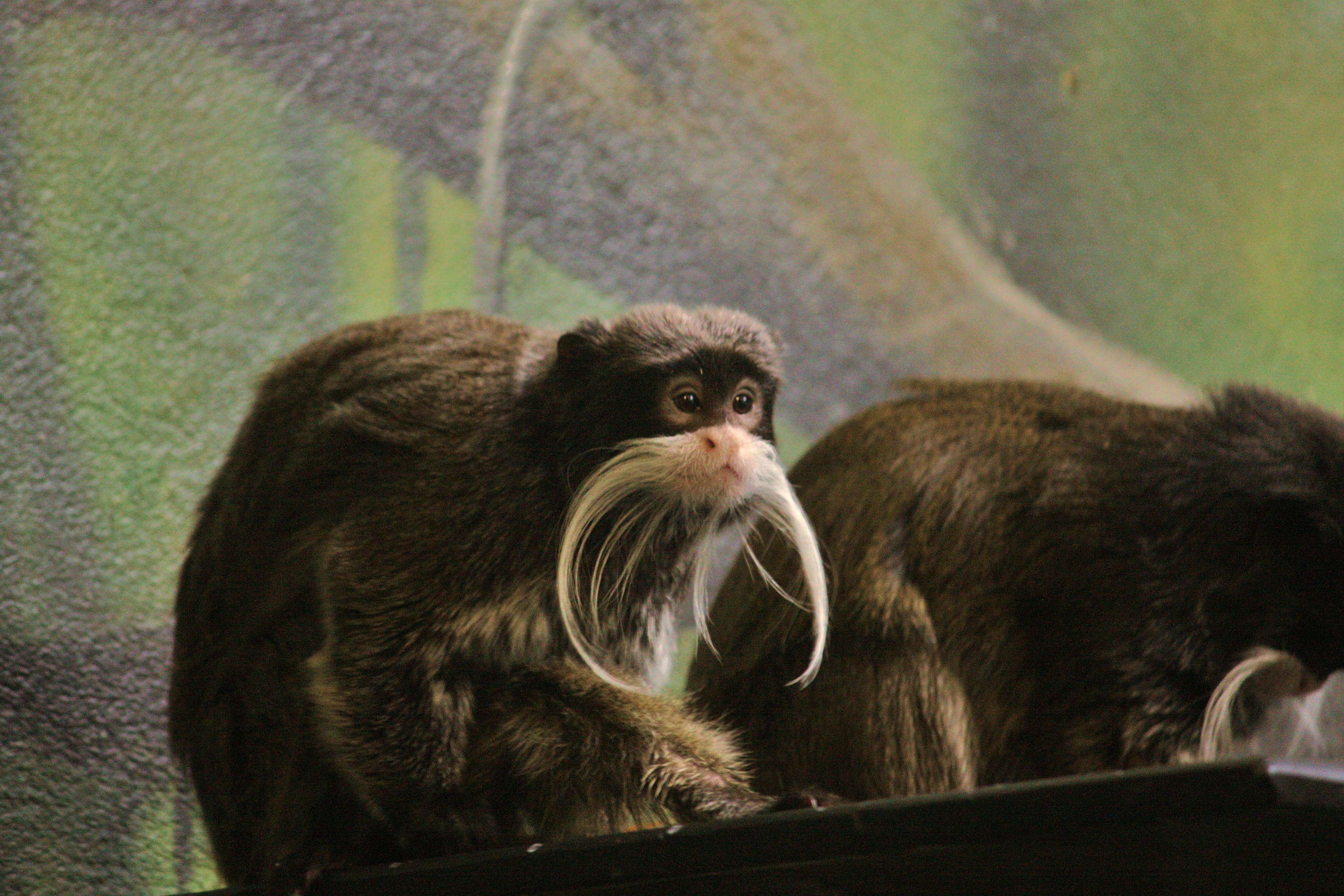
Kaiserschnurrbarttamarin
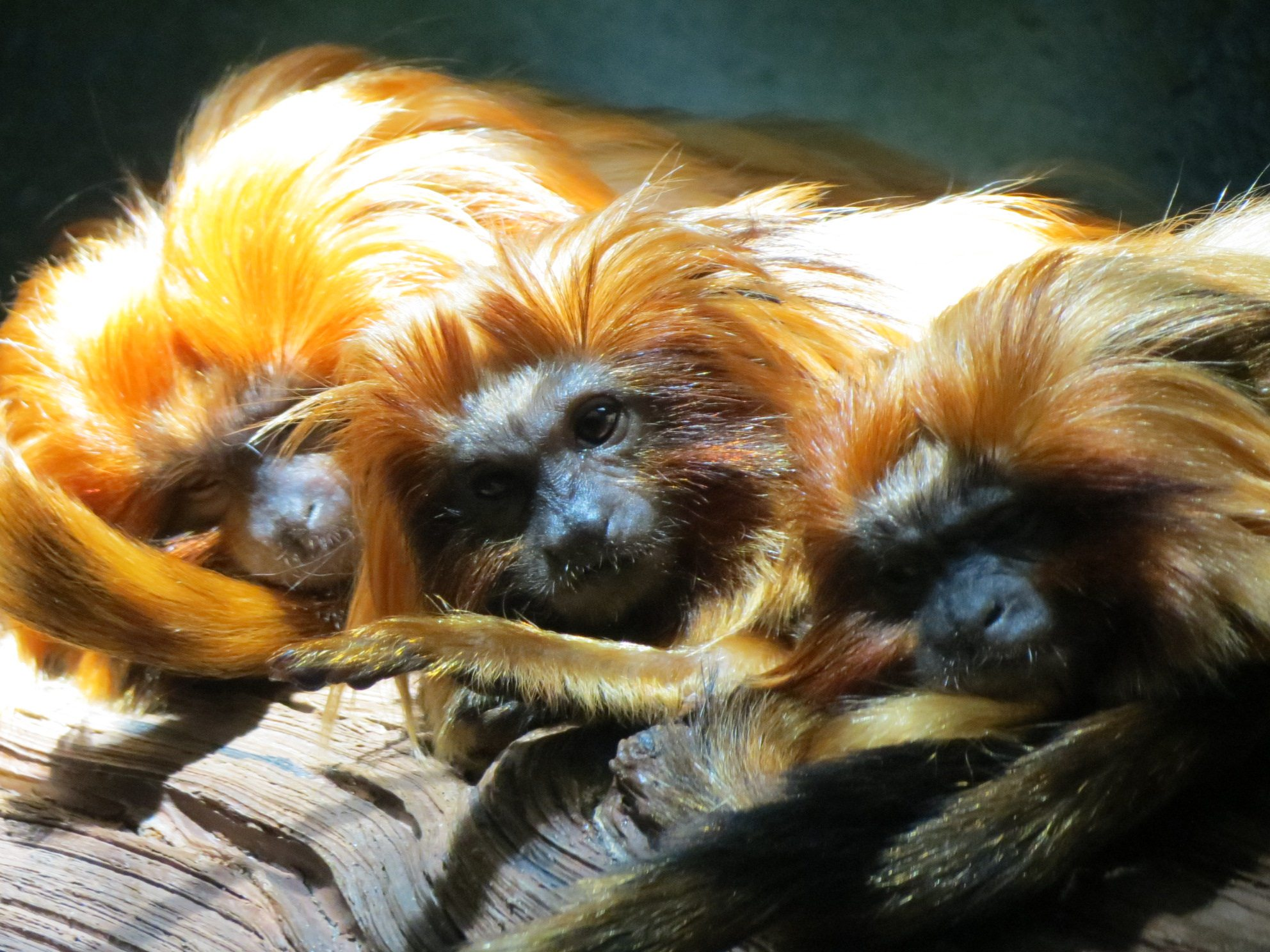
Goldene Löwenäffchen
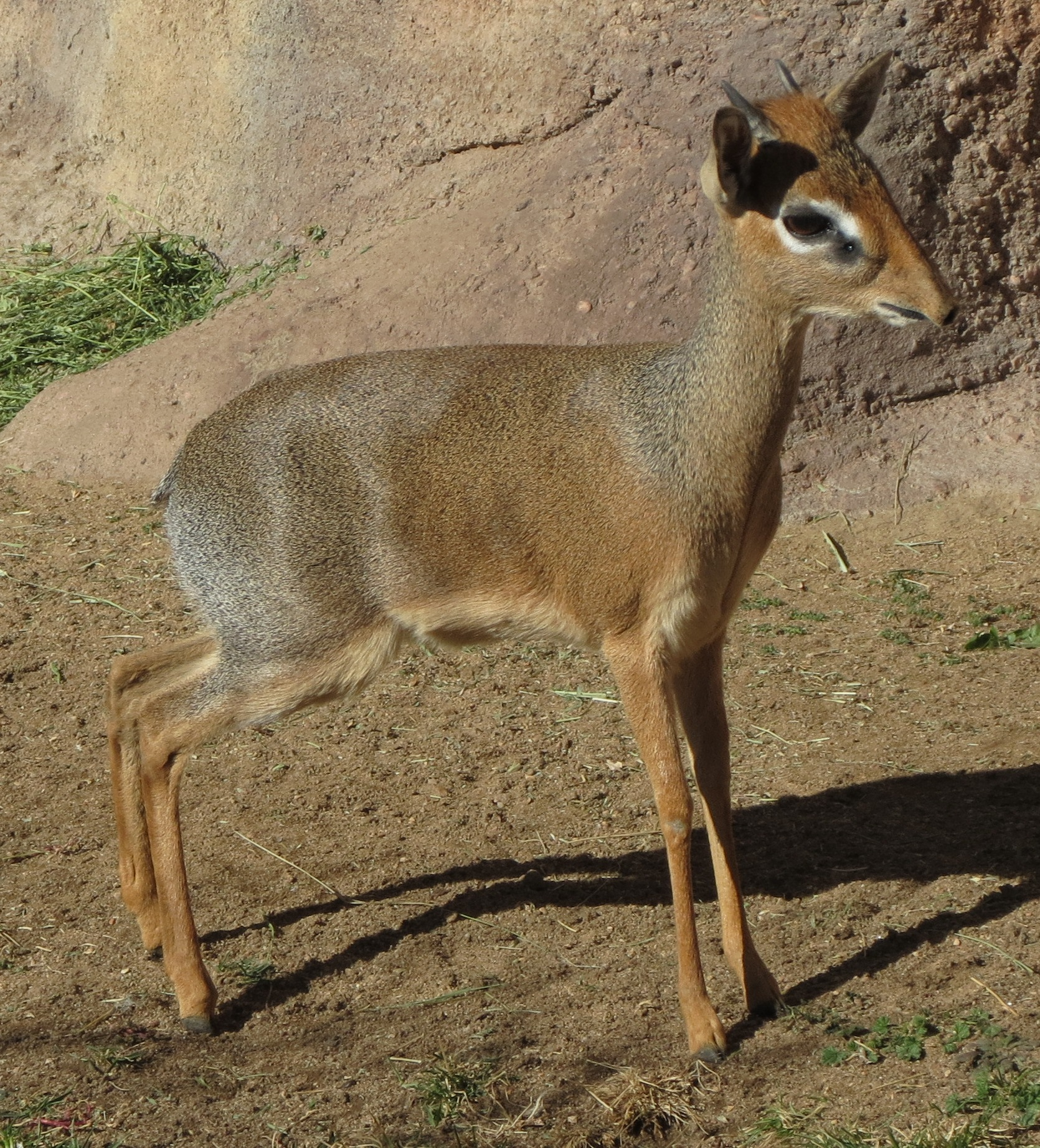
Kirk-Dikdik
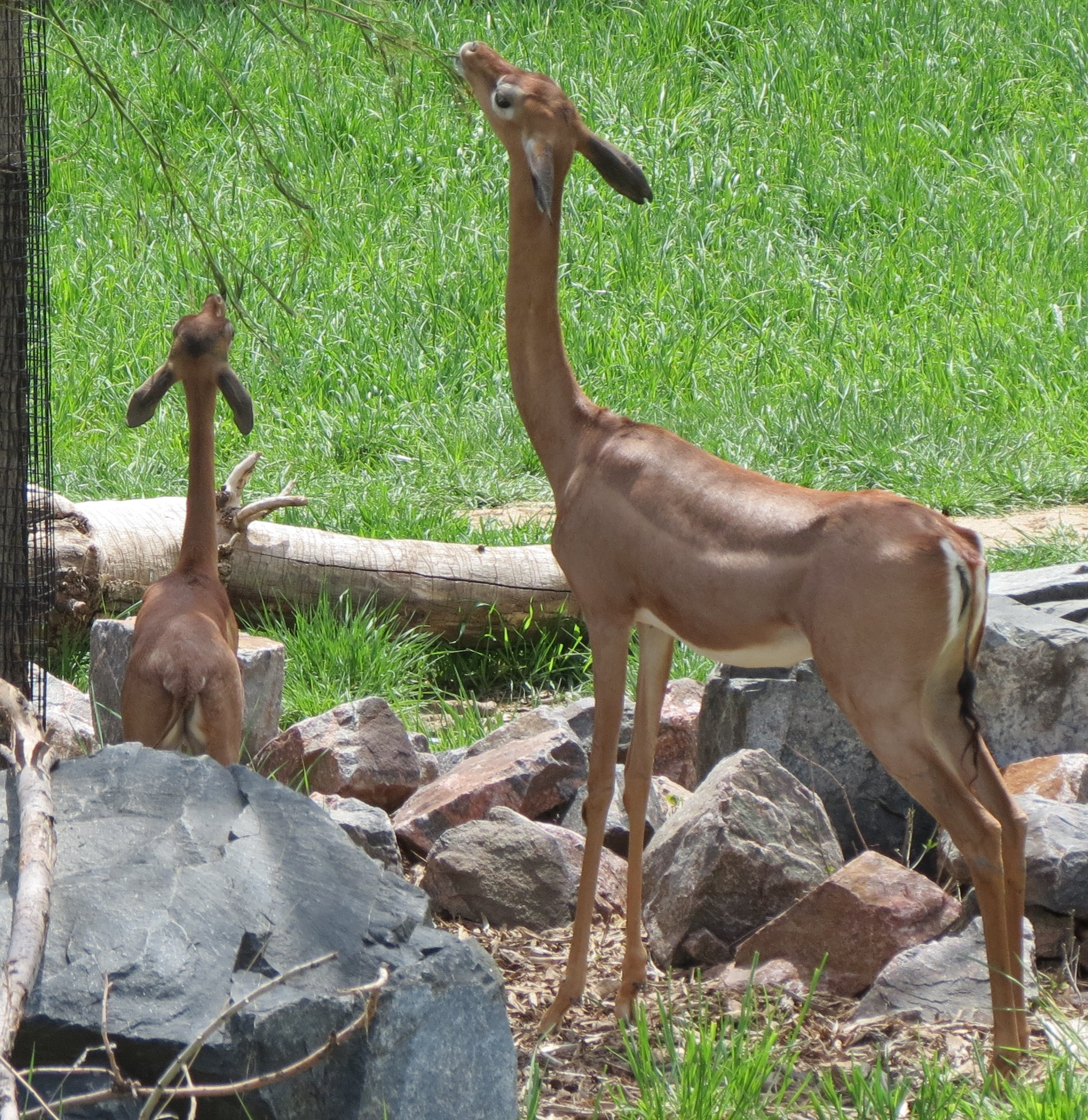
Südliche Giraffengazelle

Der Zoo beinhaltet auch ein Schauaquarium mit angeschlossenem Herpetarium, wo Fische, Reptilien und Amphibien gezeigt werden. Der Denver Zoo ist Teil des Artenüberlebensplans der Vereinigung der Zoos und Aquarien (AZA) für viele Arten und außerdem aktives Mitglied der Weltvereinigung der Zoos und Aquarien (WAZA). Unter der Schirmherrschaft dieser beiden Organisationen arbeitet der Denver Zoo mit anderen Zoos und Aquarien auf der ganzen Welt zusammen, um auf die globale Aussterbungskrise zu reagieren, mit der viele Frösche und andere Amphibien weltweit konfrontiert sind. Der Denver Zoo arbeitet beispielsweise mit Naturschützern in Peru zusammen, um natürliche Populationen des gefährdeten Titicaca-Riesenfroschs (Telmatobius culeus) und die als Lake Junin giant frog (Junin-Riesenfrosch) Telmatobius macrostomus bezeichnete Froschart zu retten. Amphibienexperten des Zoos hatten außerdem Erfolge bei der Zucht der als Boreal Toad bezeichneten (Anaxyrus boreas boreas), einer seltenen Unterart der Krötenart Anaxyrus boreas, die in mehreren westlichen US-Bundesstaaten als gefährdet eingestuft wurde und setzten im Südwesten Utahs über 620 junge Kröten aus.
Die umfangreiche Abteilung für Vögel im Zoo enthält große Freiflugvolieren sowie ein Gebäude für tropische Vögel mit angeschlossenen Außenanlagen. Nachfolgend sind einige ausgewählten Arten aus dem Vogelbestand des Zoos gezeigt.

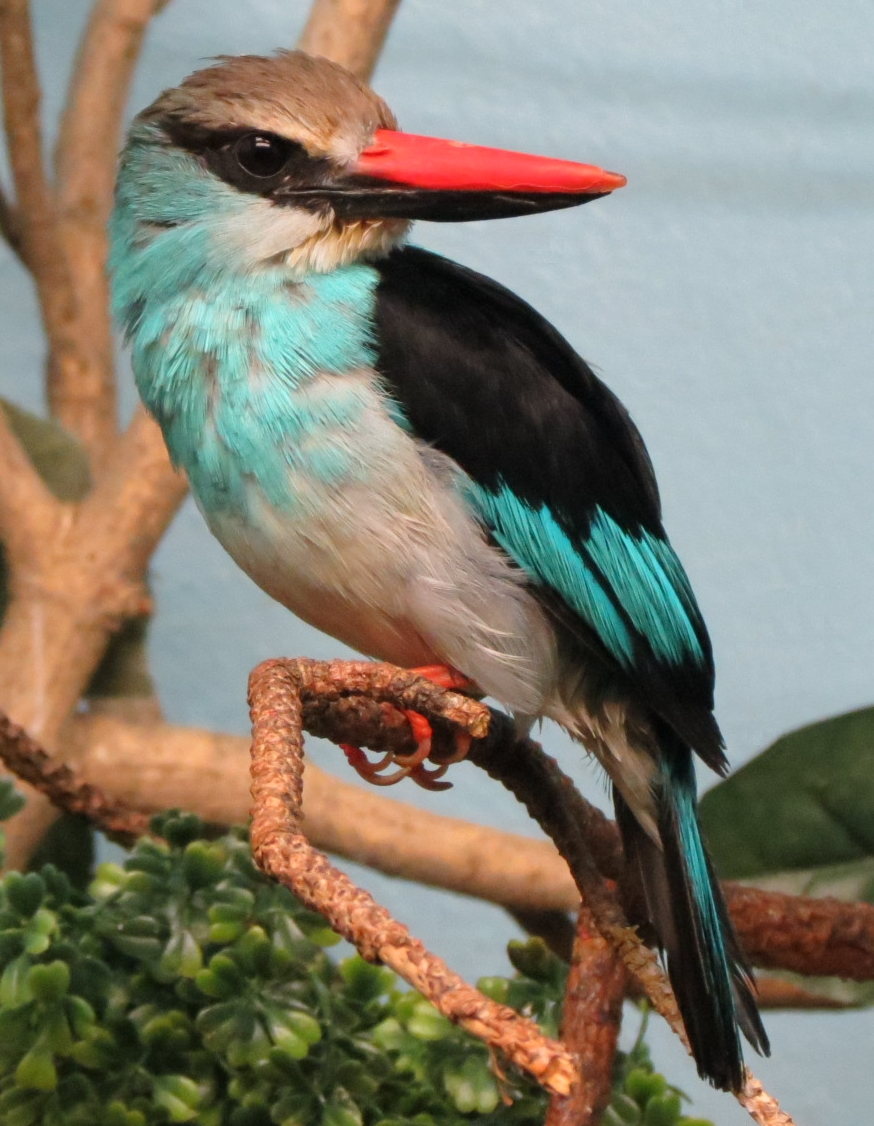
Zügelliest
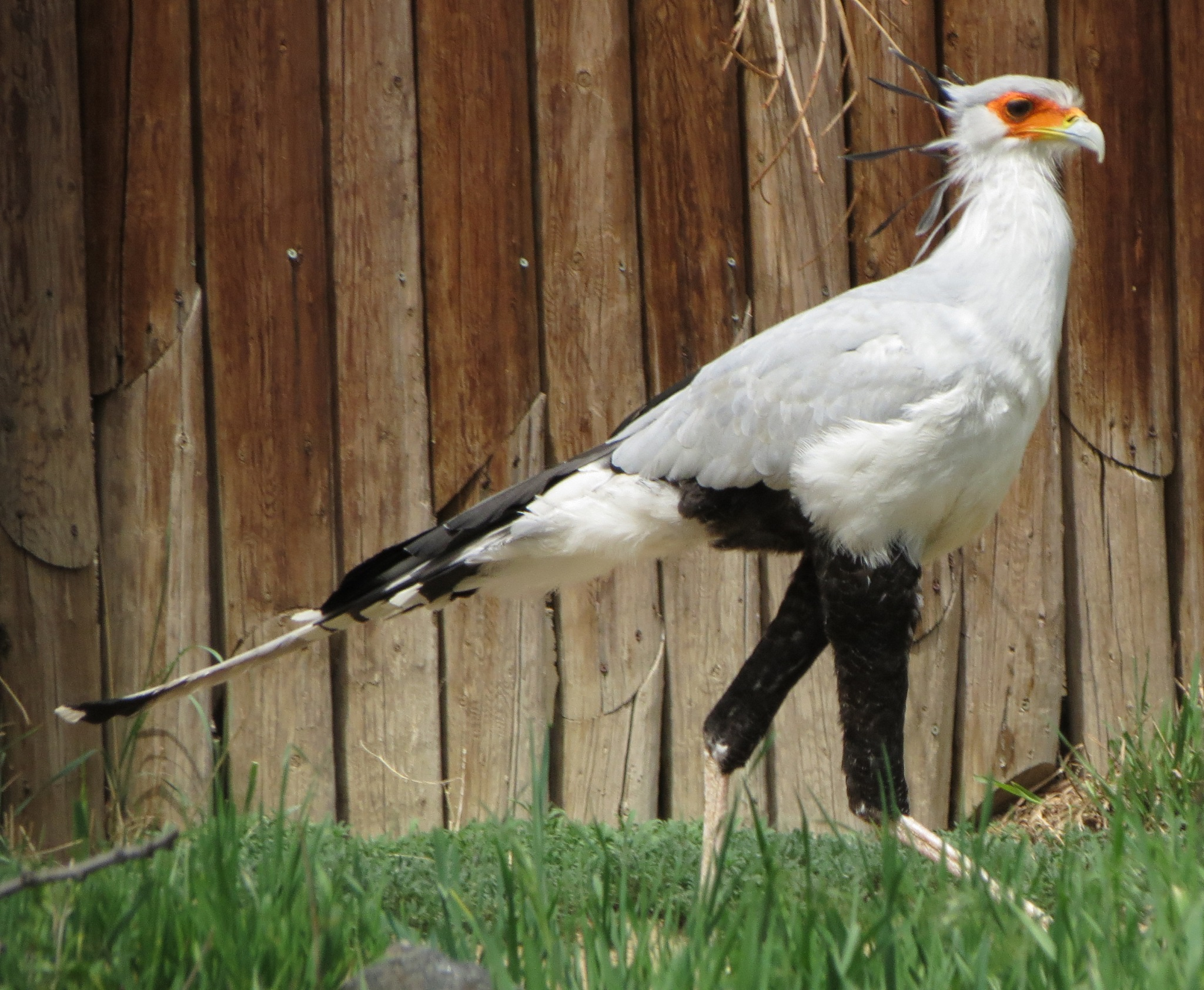
Sekretär
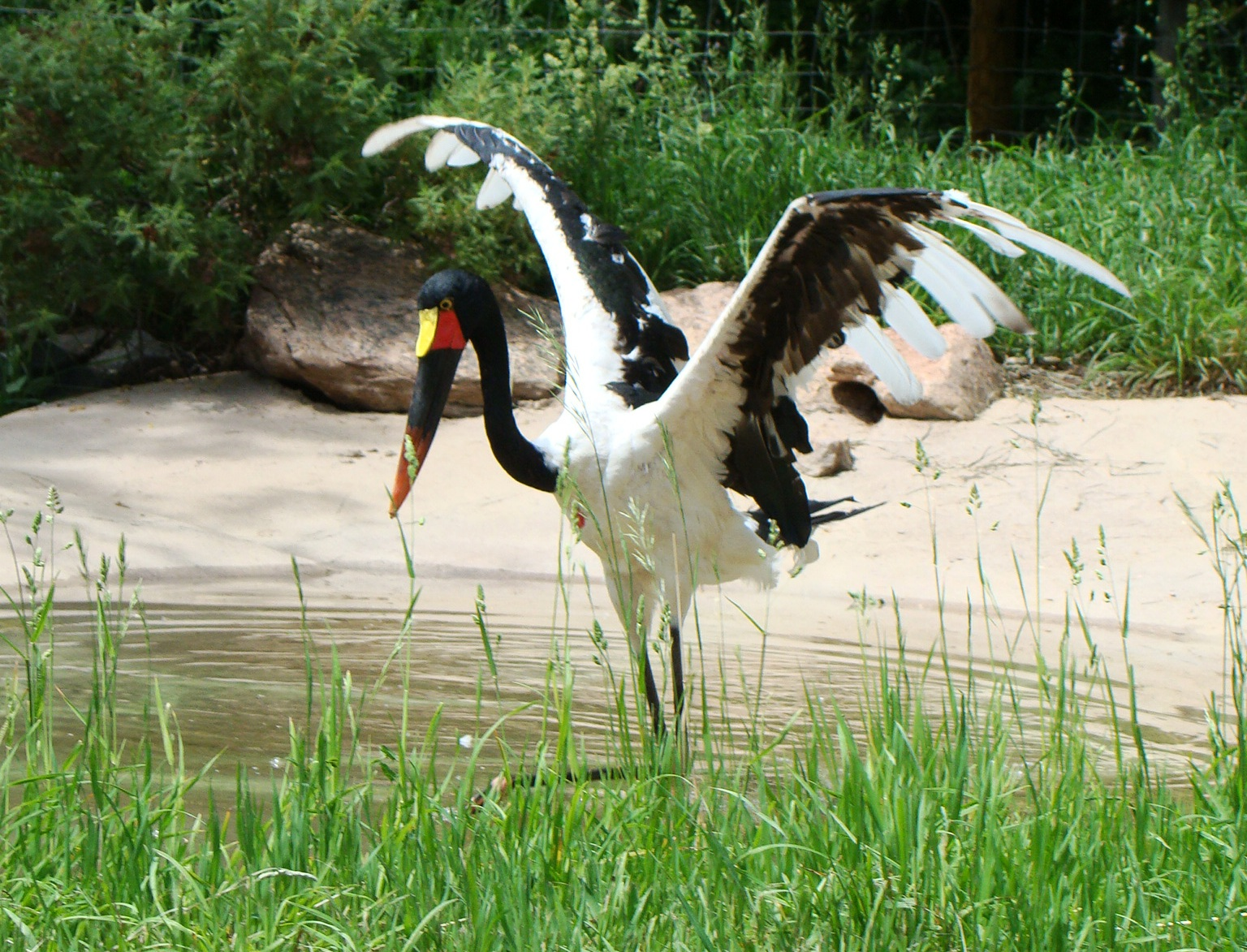
Sattelstorch
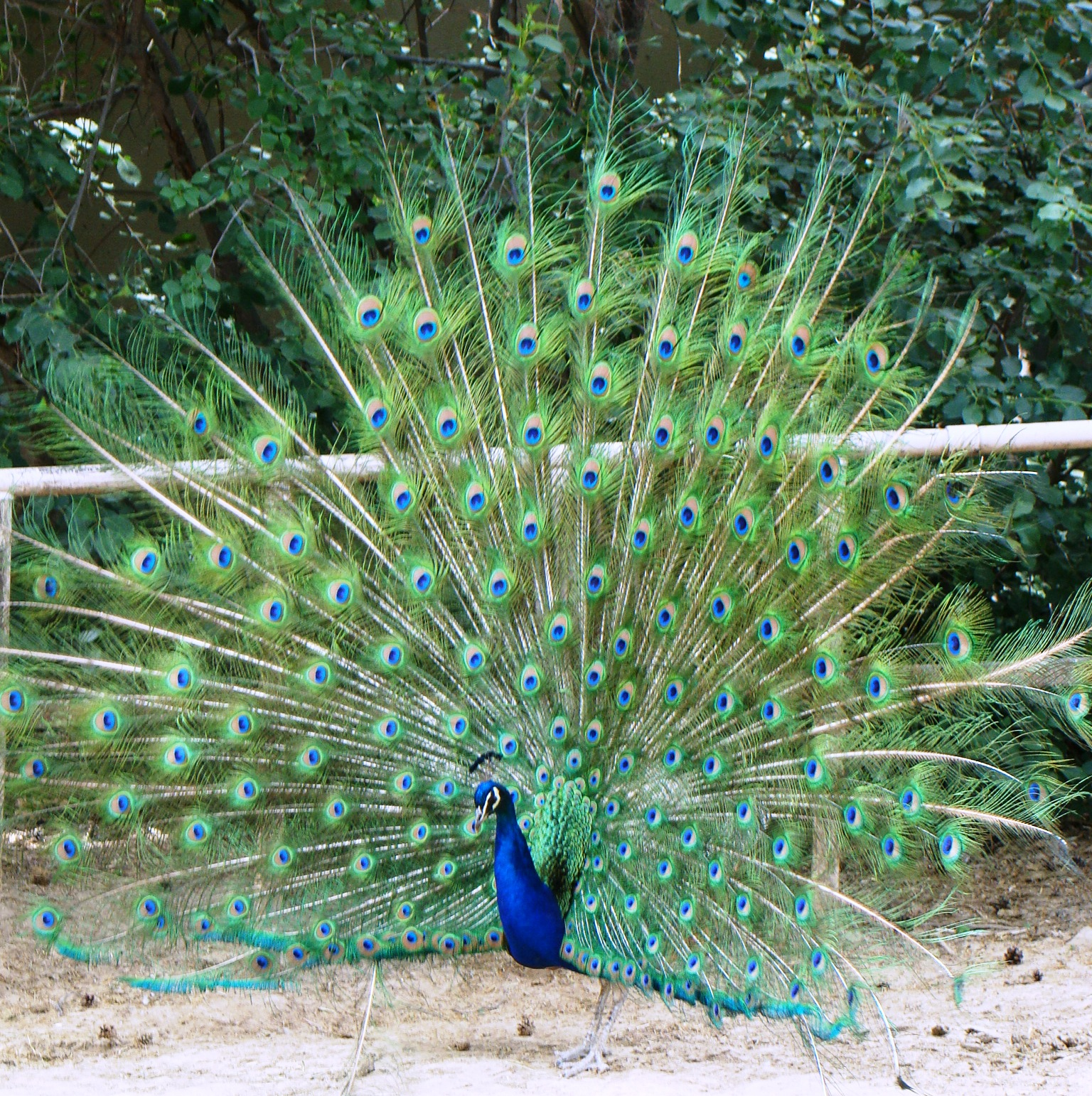
Radschlagender Blauer Pfau
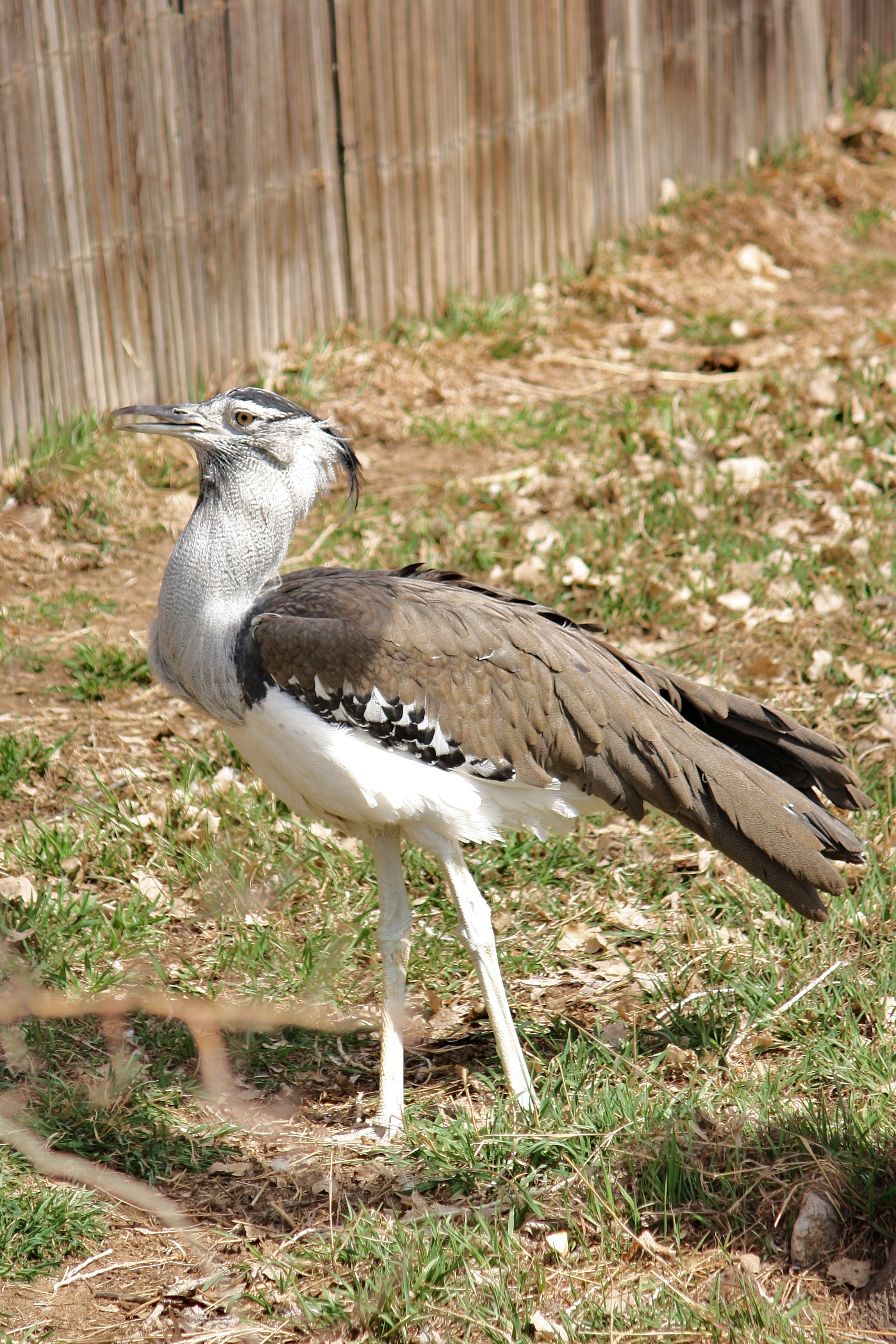
Riesentrappe
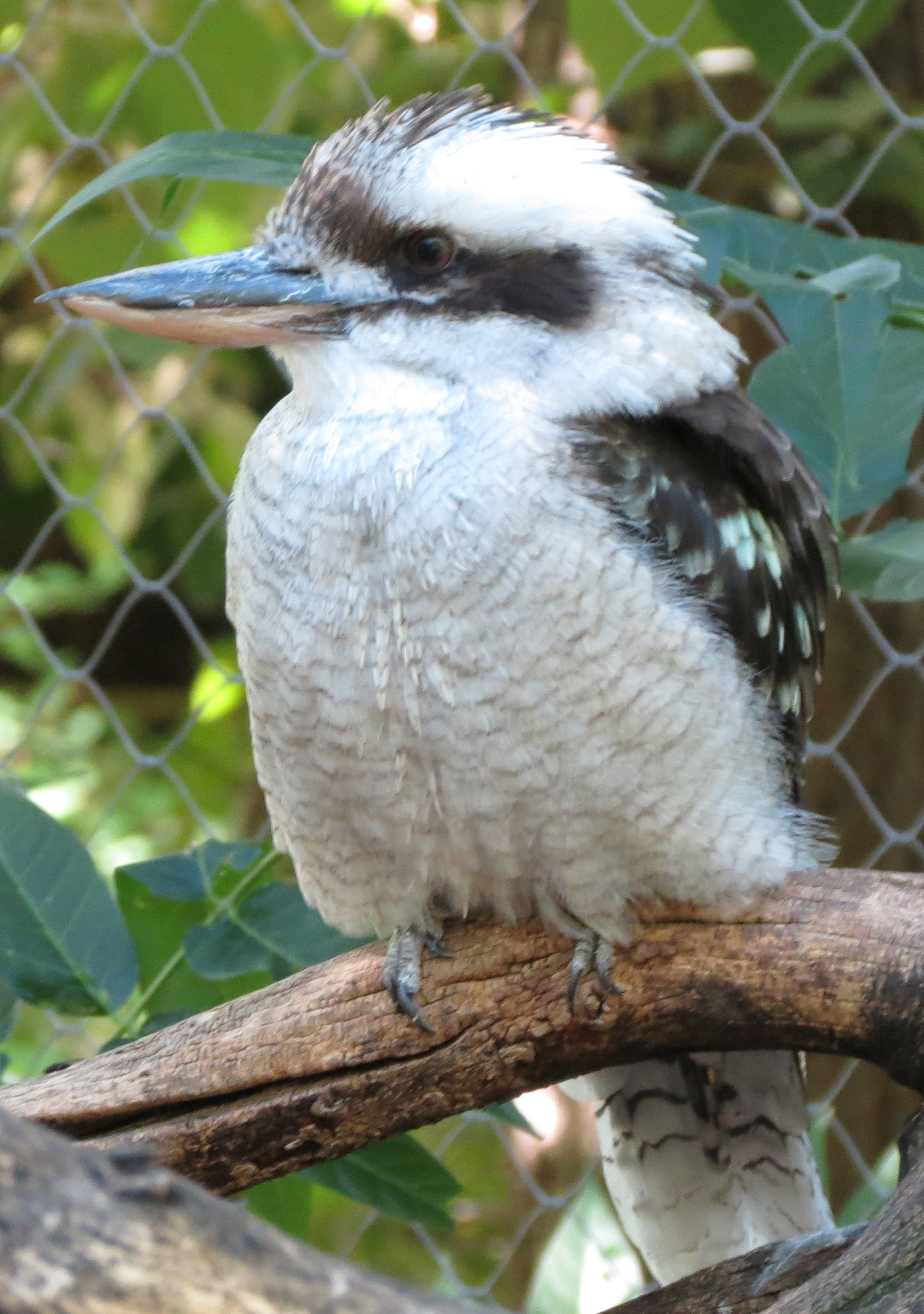
Lachender Hans